# Sophie Pemberton

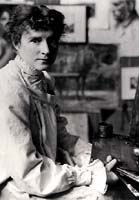
Sophie Pemberton, um 1900

Sophie Theresa Pemberton (* 13. Februar 1869 in Victoria, British Columbia; † 31. Oktober 1959 in Victoria, British Columbia) war eine kanadische Malerin.

## Leben
Sophie Pemberton war die zweite Tochter von vier Kindern des Politikers und Gutachters der Hudson’s Bay Company Joseph Despard Pemberton (1821–1893) und seiner Ehefrau Theresa Jane Despard Grautoff (1843–1916). Sie wurde zusammen mit ihren Geschwistern, Frederick Bernard (1865–1947), Ada Georgina (1867–1958) und Harriet Susan (1871–1949), ausschließlich zu Hause von Gouvernanten und Tutoren mit Hilfe der großväterlichen Bibliothek unterrichtet.
Ihre ersten Zeichenstunden erhielt sie bei einem lokalen Maler, der ihr eindringlich zur Fortsetzung des Studiums in Paris riet. In Begleitung der Mutter ging Pemberton nach Frankreich, um sich bei Tony Robert-Fleury an der renommierten Académie Julian in Paris weiterzubilden. Im Jahr 1897 bekam sie internationale Anerkennung, als sie ihre Werke in der Royal Academy of Arts in London, einschließlich der preisgekrönten Arbeit The little Boy Blue, ausstellte.
Sophie Pemberton war zweimal verheiratet; zuerst mit dem anglikanischen Priester Arthur Beanlands († 1917) und kurz darauf mit dem Geschäftsmann Horace Deane-Drummond. Beide Ehen blieben kinderlos.